# Lepidozona laurae
Lepidozona laurae är en blötdjursart som beskrevs av Ferreira 1985. Lepidozona laurae ingår i släktet Lepidozona och familjen Ischnochitonidae. Inga underarter finns listade i Catalogue of Life.